# Palringo
Palringo es un cliente de mensajería instantánea basado en servidores para varias plataformas. Soportaba varios protocolos, hasta marzo de 2012 tales como AIM, Yahoo!, MSN, Jabber/XMPP, Google Talk, Facebook IM, Gadu-Gadu, ICQ, así como su propio protocolo IM bajo el mismo nombre.

## Protocolo
Palringo utiliza un protocolo que permite la comunicación entre los usuarios de Palringo. Este protocolo también permite la comunicación entre los servidores IM y el cliente Palringo, dado que el cliente Palringo no se comunica directamente con ninguno de los protocolos IM. Las versiones más nuevas del protocolo Palringo permiten características básicas en la mayoría de los servicios de mensajería instantánea, tales como los mensajes de estado y en línea.

## Ubicación (Palringo Local)
Palringo ofrece una tecnología (Palringo Local) que permite a los usuarios establecer y ver la ubicación de sus pares por medio de su posición manual, GPS, triangulación o estimación sobre la red de internet utilizada en ese momento. Utiliza el API de Google Maps para mostrar las localizaciones de los pares y también ofrece una sección "cercana" en las listas de amigos y grupos para mostrar a los usuarios que se encuentran cerca.

## Ventajas
Las nuevas versiones de Palringo permite realizar baneo por Id de usuario, lo cual favorece la administración para un chat público, en comparación con sus versiones previas las cuales no poseían control real sobre los usuarios que ocasionaban spam.